# Live to Win
Live to Win ist das 2006 erschienene zweite Soloalbum des US-amerikanischen Sängers, Gitarristen und Songwriters Paul Stanley.

## Hintergrund
Die Band Kiss, deren Gründungsmitglied Stanley ist, hatte 2004 die 59 Termine umfassenden „Rock the Nation“-Tournee absolviert und in den Jahren 2005 und 2006, von wenigen Einzelterminen abgesehen, pausiert. Diese Pause nutzte Stanley, um Songs für ein Soloalbum zu schreiben.
Für das Album arbeitete er mit zahlreichen bekannten Künstlern und Songwritern zusammen. So erneuerte er die bereits in den 1970er Jahren begonnenen Zusammenarbeit mit Desmond Child, der am Songwriting von fünf Titeln beteiligt war. Weitere Songwriter waren Andreas Carlsson (der mit Hilary Duff und Jesse McCartney gearbeitet hatte), Marti Frederiksen (Aerosmith, Def Leppard), sowie Holly Knight, mit der Stanley bereits Songs für Kiss geschrieben hatte.
Stanley konnte auch die Gitarristen John 5 und Bruce Kulick für das Projekt gewinnen: John 5 steuerte neben dem Songwriting für Where Angels Dare auch zwei Gitarrensoli bei, Kulick spielte auf drei Stücken Bass.

## Beteiligte Musiker
- Brad Fernquist: Gitarre
- Bruce Kulick: Bass
- Russ Irwin: Keyboards
- Greg Kurstin: Klavier
- Andreas Carlsson: Gitarre
- John 5: Gitarre
- Zac Rae: Klavier
- C.C. White: Backing Vocal
- John Shanks: Backing Vocal
- David Campbell: Orchestration, Orchesterleitung

## Rezeption
Live to Win wurde am 27. Oktober 2006 veröffentlicht, erreichte am 11. November 2006 Platz 53 der Billboard 200 und hielt sich 2 Wochen in den amerikanischen Album-Charts. Bereits 20 Tage vor der Veröffentlichung lief der Titelsong in den USA in der Emmy-prämierten Southpark-Episode Make Love, Not Warcraft im Fernsehen.
Rock Hard beurteilte das Album positiv und vergab 9 von 10 erreichbaren Punkten:

„28 Jahre nach seiner ersten Soloplatte zeigt Paul Stanley, wie man Songs auf den Punkt bringt. Befreit von der großen Kiss-Pose und unterstützt von Guru Desmond Child, konzentriert sich Starchild auf das Wesentliche und liefert zehn unterschiedliche, aber sehr persönliche Einsichten. Ausfälle gibt es natürlich keine, herausragend sind ´Wake Up Screaming´ und ´Bulletproof´ (wenn doch nur Bon Jovi auch noch solche Songs machen könnte!). Mit ´Loving You Without You´ gibt´s auch endlich wieder eine schmalzige Ballade vom Heiligen Stanislaus. Gitarren-Feinschmecker werden von Solo-Einlagen von John 5 und Bruce Kulick angetan sein. „Live To Win“ - kein gewöhnliches Schnellschuss-Soloalbum, sondern ein detailliert ausgearbeitetes Juwel.“

## Titelliste
1. 3:08 – Live to Win (Carlsson, Child, Stanley)
2. 4:04 – Lift (Child, Frederiksen, Stanley)
3. 2:59 – Wake Up Screaming (Carlsson, Child, Stanley)
4. 3:28 – Everytime I See You Around (Masitti, Stanley)
5. 3:01 – Bulletproof (Carlsson, Sommerdahl, Stanley)
6. 3:16 – All About You (Carlsson, Child, Stanley)
7. 3:35 – Second to None (Carlsson, Stanley)
8. 3:19 – It's Not Me (Knight, Midnight, Stanley)
9. 3:16 – Loving You Without You Now (Stanley)
10. 3:22 – Where Angels Dare (Child, John 5, Stanley)